# 국도 제101호선 (일본)
일본 101번 국도(일본어: 国道101号→국도 101호)는 아오모리현 아오모리시에서 아키타현 아키타시까지 이어지는 일본의 일반 국도다.